# Massacro di Aurora
Il massacro di Aurora è stata una strage commessa nella cittadina di Aurora, Colorado, nel 2012. Nella notte tra il 19 e il 20 luglio di quell’anno, James Holmes, ex dottorando di neuroscienze ventiquattrenne, sparò durante la proiezione della prima del film Il cavaliere oscuro - Il ritorno in un cinema, uccidendo 12 persone e ferendone 70.

## Storia
La sparatoria è avvenuta nella Sala 9 del cinema multisala "Century 16 Movie Theater", adiacente al centro commerciale di Aurora. La polizia ha affermato che l'assassino ha dapprima acquistato un biglietto per entrare nel cinema, sedendosi in prima fila, per poi lasciare l'edificio attraverso una uscita di emergenza, che ha tenuta aperta con una piccola tovaglia di plastica, dirigendosi verso la sua auto parcheggiata proprio vicino alla porta d'emergenza, recuperando così la maschera antigas, il giubbotto antiproiettile, il leggings con portamunizioni ed equipaggiamento balistico, e il gas lacrimogeno, che ha lanciato prima di aprire il fuoco.
A circa 30 minuti dall'inizio del film, intorno alle 00:30, l'assassino rientrò in sala attraverso la porta di emergenza. Inizialmente in pochi, nel pubblico, avevano considerato la figura mascherata una minaccia. Sembrava indossare un costume, come gli altri membri del pubblico vestiti per la proiezione (probabilmente l'assassino sembrava indossare il costume di Bane, antagonista del film, che veste con giubbotto antiproiettile e maschera antigas). Alcuni credevano che l'assassino stesse facendo uno scherzo, mentre altri pensavano che fosse parte di effetti speciali organizzati per la prima del film oppure di una trovata pubblicitaria dello studio o del teatro.
L'assassino improvvisamente gettò due bombole di gas lacrimogeno oscurando parzialmente la visione del pubblico, colpito ormai da forti pruriti alla pelle e notevoli irritazioni agli occhi, sparando poi con un calibro 12 prima al soffitto e nel retro della sala e poi al pubblico. Una pallottola passò attraverso il muro colpendo tre persone nella sala 8 adiacente, dov'era proiettato lo stesso film. I testimoni hanno affermato che l'allarme antincendio del cinema è iniziato a suonare subito dopo la sparatoria ed il personale immediatamente incominciò a far evacuare tutti coloro che si trovavano nella sala 8.
Le prime richieste di soccorso telefoniche alla polizia sono state effettuate alle 00:39: gli agenti sono giunti dopo appena 90 secondi, trovando almeno tre delle armi utilizzate dall'assassino e lasciate sul pavimento del cinema. Alcune persone hanno dato l'allarme su Twitter o Facebook, piuttosto che chiamare la polizia. Stephen Redfearn, uno dei primi ufficiali di polizia intervenuto sul posto, decise di non aspettare le ambulanze, provvedendo ad inviare immediatamente le vittime agli ospedali più vicini.
Verso le 00:45 la polizia arrestava Holmes dietro al cinema, accanto alla sua auto, senza che questi opponesse resistenza. Inizialmente fu scambiato per un altro ufficiale di polizia a causa dei vestiti che indossava. Secondo i due funzionari federali, aveva tinto i capelli rosso arancio facendosi chiamare Joker, anche se le autorità in seguito rifiutarono di confermare ciò. Gli agenti hanno trovato diverse armi da fuoco nel cinema e all'interno della vettura, tra cui un'altra pistola Glock 22.
Dopo il suo arresto, Holmes è stato inizialmente incarcerato ad Arapahoe County Detention Center, sotto stretta sorveglianza per evitare che l'assassino si suicidasse. La polizia ha intervistato più di 200 testimoni durante l'inchiesta. Gli investigatori hanno affermato che l'uomo ha agito da solo e non faceva parte di un'organizzazione terroristica. Il capo della polizia di Aurora, Dan Oates, ha affermato che il sospettato ha usato un fucile semi-automatico tipo AR-15 calibro .223 Remington, un fucile a canna liscia della Remington Arms modello 870 calibro 12 ed una pistola Glock modello 22 calibro .40 S&W. Una seconda pistola Glock è stata trovata nell'auto del sospettato, una Hyundai, parcheggiata dietro il cinema.
Secondo ulteriori accertamenti, Holmes avrebbe assunto 100 grammi di farmaci antidolorifici prima di compiere la strage, tra cui il Vicodin, una delle sostanze trovate nel corpo dell'attore Heath Ledger, morto accidentalmente nel 2008 per gli effetti combinati di troppi medicinali, tra cui analgesici e sonniferi. Il Vicodin, in particolare, può provocare euforia, allucinazioni e paranoia.

## Le vittime
Dieci persone sono morte immediatamente, altre due successivamente in ospedale. Tre delle vittime, Jonathan Blunk, Matt McQuinn e Alexander Teves, sono morti facendo da scudo alle loro ragazze.

### Morti
- Jonathan Blunk - 26 anni, colpito 2 volte al torace e una volta in testa
- Alexander J. Boik - 18 anni, colpito in testa, al torace e ad una spalla
- Jesse Childress - 29 anni, colpito al torace, ad entrambe le gambe ed al braccio destro
- Gordon Cowden - 51 anni, colpito al torace
- Jessica Ghawi - 24 anni, colpita 6 volte di cui 4 colpi al torace, uno in testa ed uno ad un fianco
- John Larimer - 27 anni, colpito 2 volte al torace
- Matt McQuinn - 27 anni, colpito 9 volte, fatalmente al torace ed al collo
- Micayla Medek - 23 anni, colpita una volta in testa
- Veronica Moser-Sullivan - 6 anni, colpita 4 volte, fatalmente al torace e ai fianchi
- Alex Sullivan - 27 anni, colpito in testa
- Alexander C. Teves - 24 anni, colpito una volta in testa
- Rebecca Wingo - 31 anni, colpita 2 volte in testa, una volta al torace e una volta ad un fianco

### Feriti
L'età delle persone colpite va dai 3 mesi di un bambino ai 45 anni di un uomo. Nel conteggio dei feriti sono incluse 4 persone i cui occhi sono stati irritati dal gas lacrimogeno e altre 8 che si sono ferite nella fuga dalla sala. Gli spettatori rimasti feriti, 70 in totale, sono stati curati nelle seguenti strutture: il Children's Hospital Colorado, il Denver Health Medical Center, il Medical Center of Aurora, il Parker Adventist Hospital, il Rose Medical Center, lo Swedish Hospital e lo University Hospital. Il 25 luglio, tre di queste strutture hanno annunciato che le spese mediche sarebbero state interamente o parzialmente a carico dell'ospedale.
Ashley Moser (madre di una delle vittime, Veronica Moser-Sullivan, una bambina di soli 6 anni), apparsa da subito in condizioni critiche, si è salvata pur rimanendo tetraplegica a causa delle ferite al torace. La donna, incinta al momento del massacro, ha perso il bambino una settimana dopo la sparatoria.
Caleb Medley, in cura presso l'University Hospital, è stato l'ultimo della lista ad essere dimesso, il 12 settembre. L'uomo ha riportato lesioni al cervello e ad un occhio. Dopo aver subito tre interventi per i danni cerebrali, può oggi nutrirsi solo tramite un sondino, ha perso l'uso della parola ed è fortemente limitato nei suoi movimenti.
La Community First Foundation ha raccolto oltre 5 milioni di dollari per le vittime e le loro famiglie e, secondo il desiderio di questi, il denaro raccolto è stato equamente diviso fra ogni avente diritto, ragion per cui tutti riceveranno la stessa cifra di 220.000$.

## Responsabile
Dal 20 luglio 2012 James Eagan Holmes è l'unico sospettato per essere responsabile della sparatoria avvenuta alla prima di Il cavaliere oscuro - Il ritorno ad Aurora in Colorado che ha contato 12 vittime e 58 feriti. Come è stato riferito dagli ufficiali di polizia, dopo la sparatoria ha dichiarato di essere Joker, la nemesi di Batman, e di essersi tinto i capelli di arancione intenso per assomigliargli.
Il 7 agosto 2015 James Holmes è stato condannato a 12 ergastoli, uno per ogni vittima e 3.318 anni di prigione per gli altri 141 capi di imputazione, evitando la pena di morte per il non raggiungimento dell'unanimità da parte della giuria.

## Reazioni
La Warner Bros., distributrice del film, ha espresso profonda tristezza per l'accaduto e ha cancellato la prima di Parigi del film. Inoltre, la campagna pubblicitaria è stata sospesa in Finlandia. Nella première tenutasi il 23 luglio 2012 all'Auditorio Nacional di Città del Messico, non hanno partecipato gli attori che dovevano prendervi parte: Christian Bale, Anne Hathaway e Joseph Gordon-Levitt. Il presidente Obama e altri politici statunitensi, oltre ad aver condannato il massacro, hanno espresso vicinanza alle famiglie delle vittime. Il 25 luglio 2012 l'attore protagonista Christian Bale e la moglie, Sandra Blazic, hanno incontrato i sopravvissuti del massacro.
Hans Zimmer, che ha composto proprio le musiche del film Il cavaliere oscuro - Il ritorno, una volta venuto a conoscenza dell'accaduto ha scritto una canzone in onore delle vittime del massacro, intitolata appunto Aurora.
James Holmes era letteralmente ossessionato dall'interpretazione di Heath Ledger del Joker ne Il cavaliere oscuro del 2008, tanto che il padre dell'attore australiano, Kim Ledger, dopo il massacro invitò a dissociare il ruolo interpretato da suo figlio dall'assassino e che il personaggio non fosse in alcun modo collegabile alla tragedia.